# Hugh Clapperton
Hugh Clapperton (Skócia, Dumfries, Annan, 1788. május 18. – Nigéria, Sokoto, 1827. április 13.) skót tengerésztiszt, Afrika-felfedező; az első európai, aki meglátta a Csád tavat és a Niger folyását egy további szakaszon nyomonkövette. Kétszer is járt felfedezőúton Észak- és Nyugat-Afrikában.

## Családi háttér
Édesapja Cornwallban volt fogadós, aki fiából egy jószívű embert faragott. Clapperton szinte írástudatlan volt, aki nagyon szeretett utazni. Kürttel járta a világot, amelyen skót dallamokat játszott.
Felfedezői pályafutása előtt tengerészként szolgált.

## Első expedíció (1822–1825)
Célja a Niger folyásának a meghatározása volt, valamint annak kiderítése, hogy az valóban a Csád-tóba ömlik-e.
1822-ben – a kormány felkérésére – indult két társával és vezetőjével. Tripoliban (Líbia) tevét béreltek. A Szaharán keresztül először Murzukba mentek, majd a Fezzán sivatagot elhagyva utaztak délre. 2010 km-t tettek meg, amikor 1823. február 16-án a Csád-tóhoz, Kukawába értek. A társaság egyik tagja (Dixon Denham) – kutatási célból – a tó mellett maradt, míg Walter Oudney és Clapperton nyugat felé, a mai Nigéria területén Sokotóba mentek. Útjuk során 1450 km-t tettek meg. Oudney meghalt, így Clapperton 1825-ben Denhammel utazott vissza Angliába.
Clappertont Lord Bathurst kinevezte kapitánnyá, majd felkérte, hogy kövesse nyomon a Niger folyását a Benini-öböltől Sokotóig.

## Második expedíció (1825–1827)
A második expedíció céljául Clapperton Bathurst kapitány felkérésének teljesítése mellett Mungo Park eltűnésének okát tűzte ki.
1825-ben Clapperton egy négy emberből álló csoporttal Afrika felé indult. Badagriban (ma: Lagos (Nigéria)) partra szálltak, de a társaságból két ember meghalt, ezért Clapperton – a később felfedezővé vált – Richard Landerrel ment tovább Sokoto felé. Sokotóban Clappertont Bello szultán feltartóztatta és továbbutazását megtiltotta. Clappertont betörtönözték, ahol 1827 áprilisában elhunyt.
Clapperton utazása során megerősítette az addigi sejtelmet, miszerint a Niger a Guineai-öbölbe torkollik.
Utazásai új kereskedelmi lehetőségeket nyitottak meg a mai Nigériában.